# (6007) Billevans
(6007) Billevans (1990 BE2) – planetoida z grupy pasa głównego asteroid okrążająca Słońce w ciągu 3,74 lat w średniej odległości 2,41 j.a. Odkryta 28 stycznia 1990 roku.